# The Good Earth
The Good Earth (bra: Terra dos Deuses; prt: Terra Bendita) é um filme estado-unidense de 1937, do gênero drama romântico, dirigido por Sidney Franklin, Victor Fleming, Gustav Machatý e Sam Wood, baseado no livro homônimo de Pearl S. Buck.
Venceu dois Oscar da academia, o de Melhor Atriz para Luise Rainer e o de melhor fotografia.

## Sinopse

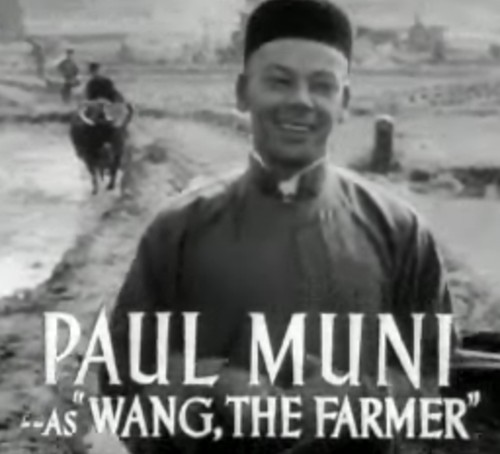
Paul Muni no trailer de Terra dos Deuses

O pobre camponês Chinês Wang (Paul Muni) casa-se com Olan (Luise Rainer), uma escrava da "Grande Casa", e começa a criar uma nova família. Quando a fome passa a assolar seu povo, ele leva a sua família para o sul da cidade à procura de trabalho. O-Lan fica ao seu lado durante os tempos difíceis, e a revolução chega para ajudá-los a conseguir dinheiro o suficiente para que retornem ao seu povoado, no norte do país.
Ao retornarem o trabalho árduo continua, mas Wang passa a torna-se uma fazendeiro próspero. Neste momento, seus olhos caem sobre uma bela jovem, e Wang acaba apaixonando-se pela moça. As indiscrições da jovem em relação ao filho de Wang, agora um belo e crescido moço, causam rixas familiares, mas sua esposa O-Lan permanece devota. Quando a vida parece tomar um caminho certo, uma nova ameaça aparece: Uma praga de gafanhotos…

## Elenco

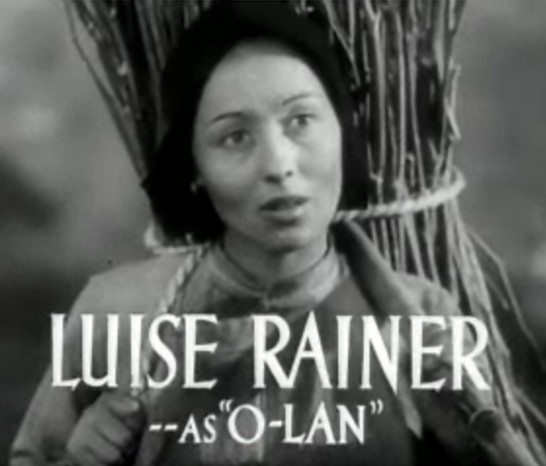
Luise Rainer como O-Lan, a esposa do fazendeiro

| Ator/Atriz      | Personagem       |
| --------------- | ---------------- |
| Paul Muni       | Wang Lung        |
| Luise Rainer    | O-Lan            |
| Walter Connolly | Tio              |
| Tilly Losch     | Lotus            |
| Jessie Ralph    | Cuckoo           |
| Soo Yong        | tia              |
| Yong Soo        | tia              |
| Keye Luke       | filho mais velho |
| Roland Lui      | filho caçula     |
| Suzanna Kim     |                  |
| Ching Wa Lee    | Ching            |
| Harold Huber    | primo            |
| Olaf Hytten     | Liu              |
| William Law     |                  |
| Mary Wong       | noiva            |

## Principais prêmios e indicações
Oscar 1938 (EUA)
- Venceu
  - melhor atriz (Luise Rainer)[3]
  - Melhor cinematografia[3]

- Indicado
  - melhor filme[3]
  - melhor direção[3]
  - melhor edição[3]